# Stanisław Wiloch
Stanisław Franciszek Wiloch (ur. 13 lipca 1890 w Płocku, zm. 28 sierpnia 1968 w Wallasey) – pułkownik dyplomowany piechoty Wojska Polskiego, w 1964 mianowany przez Naczelnego Wodza Władysława Andersa generałem brygady, dwukrotny kawaler Orderu Virtuti Militari.

## Życiorys
Stanisław Franciszek Wiloch urodził się 13 lipca 1890 w Płocku, w ówczesnej guberni płockiej, w rodzinie Ludwika i Agnieszki ze Świtkiewiczów. Ukończył studia prawnicze. 12 lipca 1915 został wcielony do armii rosyjskiej, w której ukończył szkołę oficerską. W okresie od października 1917 do maja 1918 służył w I Korpusie Polskim w Rosji jako adiutant jednej z brygad 3 Dywizji Strzelców Polskich.
30 listopada 1918 został przyjęty do Wojska Polskiego, z zatwierdzeniem posiadanego stopnia porucznika ze starszeństwem z dniem 12 lipca 1915, i przydzielony do 21 pułku piechoty. W szeregach tego oddziału walczył na wojnie z bolszewikami. Dowodził kompanią, a następnie batalionem. 18 stycznia 1921 został przeniesiony do dowództwa Cytadeli Warszawa. Od listopada 1921 do października 1923 był słuchaczem II Kursu Normalnego Wyższej Szkoły Wojennej w Warszawie. W międzyczasie, 3 maja 1922, został zweryfikowany w stopniu kapitana ze starszeństwem z dniem 1 czerwca 1919 i 275. lokatą w korpusie oficerów piechoty. Z dniem 1 października 1923, po ukończeniu kursu i otrzymaniu dyplomu naukowego oficera Sztabu Generalnego, został przydzielony do Szkoły Podchorążych Piechoty w Warszawie na stanowisko wykładowcy taktyki. Z dniem 15 marca 1924 został przydzielony do Biura Ścisłej Rady Wojennej. 31 marca 1924 awansował na majora ze starszeństwem z dniem 1 lipca 1923 i 100. lokatą w korpusie oficerów piechoty. 20 października 1924 został przydzielony do macierzystego 21 pp na stanowisko dowódcy III batalionu. Z dniem 20 października 1925 został przydzielony do 8 Dywizji Piechoty w Modlinie na stanowisko szefa sztabu.
W październiku 1926 został przydzielony do składu osobowego inspektora armii generała broni Lucjana Żeligowskiego z siedzibą w Warszawie na stanowisko II oficera sztabu. Na podpułkownika awansował ze starszeństwem z dniem 1 stycznia 1931 w korpusie oficerów piechoty. 2 lipca 1934 roku został przeniesiony ze składu osobowego inspektora armii generała dywizji Kazimierza Sosnkowskiego do 6 pułku strzelców podhalańskich w Samborze na stanowisko zastępcy dowódcy pułku. W listopadzie 1935 został przeniesiony do 82 pułku piechoty w Brześciu nad Bugiem na stanowisko dowódcy pułku. Od 1937 do wiosny 1939 ponownie w GISZ na stanowisku I oficera sztabu Inspektora Armii z siedzibą w Warszawie, a następnie I oficer sztabu generała do prac przy Generalnym Inspektorze Sił Zbrojnych, gen. bryg. Antoniego Szyllinga. Awansowany na pułkownika ze starszeństwem z dniem 19 marca 1938 i 26. lokatą w korpusie oficerów piechoty. Od 23 marca 1939 do 20 września 1939 był szefem sztabu Armii „Kraków”. Na tym stanowisku walczył w kampanii wrześniowej. 20 września 1939, po zakończonej kapitulacją, pierwszej bitwie pod Tomaszowem Lubelskim dostał się do niewoli niemieckiej.
Od września 1939 do 29 kwietnia 1945 przebywał niemieckiej niewoli, m.in. w Oflagu VII A w Murnau. Po uwolnieniu z niewoli wyjechał do Włoch, gdzie został przyjęty do II Korpusu Polskiego i w lipcu 1945 przydzielony do Sztabu 3 Dywizji Strzelców Karpackich. Od listopada 1945 do 1947 pełnił służbę w Biurze Planowania Dowództwa II KP.
Po demobilizacji pozostał w Wielkiej Brytanii. Naczelny Wódz, gen. broni Władysław Anders mianował go generałem brygady ze starszeństwem z dniem 1 stycznia 1964 w korpusie generałów.
Zmarł 28 sierpnia 1968 w Wallasey, w ówczesnym hrabstwie Cheshire. Pochowany na cmentarzu w West Kirby.

## Ordery i odznaczenia
- Krzyż Złoty Orderu Wojennego Virtuti Militari[13] nr 184
- Krzyż Srebrny Orderu Wojskowego Virtuti Militari nr 6801 (10 maja 1922)[16]
- Krzyż Kawalerski Orderu Odrodzenia Polski (9 listopada 1932)[17]
- Krzyż Walecznych (dwukrotnie, 1921)[18]
- Złoty Krzyż Zasługi (10 listopada 1928)[19]
- Medal Niepodległości (9 listopada 1932)[20]
- Odznaka Pamiątkowa Generalnego Inspektora Sił Zbrojnych (12 maja 1936)
- Order Krzyża Orła III klasy (Estonia, 1936)[21][22]
- Oficer Orderu Gwiazdy Rumunii (Rumunia, 1929)[23]
- Kawaler Orderu Orła Białego (Jugosławia, 1929)[23]
- Medal 10 Rocznicy Wojny Niepodległościowej (Łotwa, 1929)[24]